# Ninjago/Episodenliste
Diese Episodenliste enthält alle Episoden der dänisch-kanadischen Computeranimationsserie Ninjago, sortiert nach der US-amerikanischen Erstausstrahlung. Die Fernsehserie umfasst derzeit einen Pilotfilm, 15 Staffeln mit 210 Episoden, zwei Special und Dutzende Kurzfilme. Oft werden Episoden vor Ausstrahlung in den Vereinigten Staaten bereits in anderen Ländern der Welt erstausgestrahlt.

## Übersicht
| Staffel | Folgen | Originalfassung | Originalfassung | Deutsche Fassung | Deutsche Fassung |
| Staffel | Folgen | Premiere        | Finale          | Premiere         | Finale           |
| ------- | ------ | --------------- | --------------- | ---------------- | ---------------- |
| Pilot   | 2      | 14. Jan. 2011   | 14. Jan. 2011   | 23. Jan. 2011    | 23. Jan. 2011    |
| 1       | 13     | 2. Dez. 2011    | 11. Apr. 2012   | 26. Feb. 2012    | 20. Mai 2012     |
| 2       | 13     | 18. Juli 2012   | 21. Nov. 2012   | 20. Jan. 2013    | 24. Feb. 2013    |
| 3       | 8      | 29. Jan. 2014   | 26. Nov. 2014   | 30. Mai 2014     | 8. Aug. 2014     |
| 4       | 10     | 23. Feb. 2015   | 3. Apr. 2015    | 13. Feb. 2015    | 3. Mai 2015      |
| 5       | 10     | 29. Juni 2015   | 10. Juli 2015   | 5. Juni 2015     | 6. Dez. 2015     |
| 6       | 10     | 9. Juni 2016    | 15. Juli 2016   | 24. Apr. 2016    | 8. Mai 2016      |
| Special | 1      | 29. Okt. 2016   | 29. Okt. 2016   | 31. Okt. 2016    | 31. Okt. 2016    |
| 7       | 10     | 15. Mai 2017    | 26. Mai 2017    | 18. Apr. 2017    | 28. Apr. 2017    |
| 8       | 10     | 20. Jan. 2018   | 24. März 2018   | 19. März 2018    | 1. Mai 2018      |
| 9       | 10     | 30. Juni 2018   | 25. Aug. 2018   | 10. Okt. 2018    | 19. Okt. 2018    |
| 10      | 4      | 19. Apr. 2019   | 19. Apr. 2019   | 15. Apr. 2019    | 18. Apr. 2019    |
| 11      | 30     | 22. Juni 2019   | 1. Feb. 2020    | 28. Juli 2019    | 8. Dez. 2019     |
| 12      | 16     | 19. Juli 2020   | 30. Aug. 2020   | 28. Sep. 2020    | 7. Okt. 2020     |
| 13      | 16     | 6. Juli 2020    | 11. Juli 2020   | 8. Okt. 2020     | 19. Okt. 2020    |
| Special | 4      | 7. März 2021    | 14. März 2021   | 20. März 2021    | 20. März 2021    |
| 14      | 16     | 4. Apr. 2021    | 30. Apr. 2021   | 1. Okt. 2021     | 1. Okt. 2021     |
| 15      | 30     | 20. Mai 2022    | 1. Okt. 2022    | 4. Juli 2022     | 28. Okt. 2022    |

## Pilotfilm: Meister des Spinjitzu (Masters of Spinjitzu)
| Nr. (ges.) | Nr. (St.) | Deutscher Titel         | Originaltitel    | Regie                          | Drehbuch                    | Premiere USA  | Dt. Premiere D |
| ---------- | --------- | ----------------------- | ---------------- | ------------------------------ | --------------------------- | ------------- | -------------- |
| –          | 1         | Die Legende von Ninjago | Way of the Ninja | Michael Hegner & Justin Murphy | Dan Hageman & Kevin Hageman | 14. Jan. 2011 | 23. Jan. 2011  |
| –          | 2         | König der Schatten      | King of Shadows  | Michael Hegner & Justin Murphy | Dan Hageman & Kevin Hageman | 14. Jan. 2011 | 23. Jan. 2011  |

## Staffel 1: Das Jahr der Schlangen (Rise of the Snakes)
| Nr. (ges.) | Nr. (St.) | Deutscher Titel                                            | Originaltitel                  | Regie                         | Drehbuch                    | Premiere USA  | Dt. Premiere D |
| ---------- | --------- | ---------------------------------------------------------- | ------------------------------ | ----------------------------- | --------------------------- | ------------- | -------------- |
| 1          | 1         | Der Aufstieg der Schlangen                                 | Rise of the Snakes             | Peter Hausner                 | Dan Hageman & Kevin Hageman | 2. Dez. 2011  | 26. Feb. 2012  |
| 2          | 2         | Der Pfad des Falken                                        | Home                           | Justin Murphy                 | Dan Hageman & Kevin Hageman | 2. Dez. 2011  | 26. Feb. 2012  |
| 3          | 3         | Familienbande                                              | Snakebit                       | Martin Skov                   | Dan Hageman & Kevin Hageman | 25. Jan. 2012 | 4. März 2012   |
| 4          | 4         | Traue niemals einer Schlange                               | Never Trust a Snake            | Peter Hausner                 | Dan Hageman & Kevin Hageman | 1. Feb. 2012  | 4. März 2012   |
| 5          | 5         | Die Vereinigung der Schlangen                              | Can of Worms                   | Justin Murphy                 | Dan Hageman & Kevin Hageman | 8. Feb. 2012  | 11. März 2012  |
| 6          | 6         | Die verlorene Stadt                                        | The Snake King                 | Martin Skov                   | Dan Hageman & Kevin Hageman | 15. Feb. 2012 | 11. März 2012  |
| 7          | 7         | Der Nindroid (Alternativ: Tick Tock)                       | Tick Tock                      | Peter Hausner                 | Dan Hageman & Kevin Hageman | 22. Feb. 2012 | 18. März 2012  |
| 8          | 8         | Die erste Reißzahnklinge (Alternativ: Wer einmal gebissen) | Once Bitten, Twice Shy         | Peter Hausner & Justin Murphy | Dan Hageman & Kevin Hageman | 7. März 2012  | 18. März 2012  |
| 9          | 9         | Der Talentwettbewerb                                       | The Royal Blacksmiths          | Martin Skov                   | Dan Hageman & Kevin Hageman | 14. März 2012 | 25. März 2012  |
| 10         | 10        | Der grüne Ninja                                            | The Green Ninja                | Peter Hausner                 | Dan Hageman & Kevin Hageman | 21. März 2012 | 20. Mai 2012   |
| 11         | 11        | Die vierte Reißzahnklinge                                  | All of Nothing                 | Justin Murphy                 | Dan Hageman & Kevin Hageman | 28. März 2012 | 20. Mai 2012   |
| 12         | 12        | Das böse Erwachen                                          | The Rise of the Great Devourer | Martin Skov                   | Dan Hageman & Kevin Hageman | 4. Apr. 2012  | 20. Mai 2012   |
| 13         | 13        | Rettung in letzter Sekunde                                 | Day of the Great Devourer      | Peter Hausner                 | Dan Hageman & Kevin Hageman | 11. Apr. 2012 | 20. Mai 2012   |

## Staffel 2: Das Jahr der Schlangen (Legacy of the Green Ninja)
| Nr. (ges.) | Nr. (St.) | Deutscher Titel                                     | Originaltitel                | Regie                      | Drehbuch                                 | Premiere USA  | Dt. Premiere D |
| ---------- | --------- | --------------------------------------------------- | ---------------------------- | -------------------------- | ---------------------------------------- | ------------- | -------------- |
| 14         | 1         | Finsternis zieht herauf                             | Darkness Shall Rise          | Michael Helmuth Hansen     | Dan Hageman & Kevin Hageman              | 18. Juli 2012 | 20. Jan. 2013  |
| 15         | 2         | Piraten gegen Ninja                                 | Pirates vs. Ninja            | Trylle Vilstrup            | Dan Hageman & Kevin Hageman              | 25. Juli 2012 | 20. Jan. 2013  |
| 16         | 3         | Die falschen Ninja                                  | Double Trouble               | Martin Skov                | Dan Hageman, Kevin Hageman & Joel Thomas | 1. Aug. 2012  | 27. Jan. 2013  |
| 17         | 4         | Das Ninjaball-Rennen (Alternativ: Ninjaball Rennen) | Ninjaball Run                | Timothy Ostergaard Paulsen | Dan Hageman, Kevin Hageman & Joel Thomas | 8. Aug. 2012  | 27. Jan. 2013  |
| 18         | 5         | Wieder jung! (Alternativ: Kinderspiel)              | Child’s Play                 | Michael Helmuth Hansen     | Dan Hageman & Kevin Hageman              | 15. Aug. 2012 | 3. Feb. 2013   |
| 19         | 6         | Die Zeitreise                                       | Wrong Place, Wrong Time      | Trylle Vilstrup            | Dan Hageman & Kevin Hageman              | 22. Aug. 2012 | 3. Feb. 2013   |
| 20         | 7         | Lloyds Mutter Misako                                | The Stone Army               | Martin Skov                | Dan Hageman & Kevin Hageman              | 3. Okt. 2012  | 10. Feb. 2013  |
| 21         | 8         | Die Steinsamurai                                    | The Day Ninjago Stood Still  | Peter Hausner              | Dan Hageman, Kevin Hageman & Joel Thomas | 10. Okt. 2012 | 10. Feb. 2013  |
| 22         | 9         | Die Reise zum Tempel des Lichts                     | The Last Voyage              | Michael Helmuth Hansen     | Dan Hageman, Kevin Hageman & Joel Thomas | 17. Okt. 2012 | 17. Feb. 2013  |
| 23         | 10        | Der Tempel des Lichts                               | Island of Darkness           | Trylle Vilstrup            | Dan Hageman & Kevin Hageman              | 24. Okt. 2012 | 24. Feb. 2013  |
| 24         | 11        | Die dunkle Uhr                                      | The Last Hope                | Martin Skov                | Dan Hageman, Kevin Hageman & Joel Thomas | 7. Nov. 2012  | 24. Feb. 2013  |
| 25         | 12        | Garmadons neue Maschine                             | Return of the Overlord       | Peter Hausner              | Dan Hageman & Kevin Hageman              | 14. Nov. 2012 | 24. Feb. 2013  |
| 26         | 13        | Der Ultimative Spinjitzu-Meister                    | Rise of the Spinjitzu Master | Michael Helmuth Hansen     | Dan Hageman & Kevin Hageman              | 21. Nov. 2012 | 24. Feb. 2013  |

## Staffel 3: Ein Neustart (Rebooted)
| Nr. (ges.) | Nr. (St.) | Deutscher Titel                   | Originaltitel                  | Regie                  | Drehbuch                    | Premiere USA  | Dt. Premiere D |
| ---------- | --------- | --------------------------------- | ------------------------------ | ---------------------- | --------------------------- | ------------- | -------------- |
| 27         | 1         | Das neue Ninjago                  | The Surge                      | Peter Hausner          | Dan Hageman & Kevin Hageman | 29. Jan. 2014 | 30. Mai 2014   |
| 28         | 2         | Die Kunst, nicht zu kämpfen       | The Art of the Silent Fist     | Michael Helmuth Hansen | Dan Hageman & Kevin Hageman | 29. Jan. 2014 | 30. Mai 2014   |
| 29         | 3         | Das innere Gleichgewicht          | Blackout                       | Jens Moller            | Dan Hageman & Kevin Hageman | 16. Apr. 2014 | 30. Mai 2014   |
| 30         | 4         | Die Legende des Goldenen Meisters | The Curse of the Golden Master | Trylle Vilstrup        | Dan Hageman & Kevin Hageman | 16. Apr. 2014 | 30. Mai 2014   |
| 31         | 5         | Die Computerwelt                  | Enter the Digiverse            | Peter Hausner          | Dan Hageman & Kevin Hageman | 13. Juli 2014 | 30. Mai 2014   |
| 32         | 6         | Projekt Arcturus                  | Codename: Arcturus             | Michael Helmuth Hansen | Dan Hageman & Kevin Hageman | 13. Juli 2014 | 8. Aug. 2014   |
| 33         | 7         | Die Ninja im Weltall              | The Void                       | Jens Moller            | Dan Hageman & Kevin Hageman | 26. Nov. 2014 | 8. Aug. 2014   |
| 34         | 8         | Der Goldene Meister               | The Titanium Ninja             | Peter Hausner          | Dan Hageman & Kevin Hageman | 26. Nov. 2014 | 8. Aug. 2014   |

## Staffel 4: Wettkampf der Elemente (Tournament of Elements)
| Nr. (ges.) | Nr. (St.) | Deutscher Titel               | Originaltitel            | Regie                  | Drehbuch                    | Premiere USA  | Dt. Premiere D |
| ---------- | --------- | ----------------------------- | ------------------------ | ---------------------- | --------------------------- | ------------- | -------------- |
| 35         | 1         | Die Einladung                 | The Invitation           | Trylle Vilstrup        | Dan Hageman & Kevin Hageman | 23. Feb. 2015 | 13. Feb. 2015  |
| 36         | 2         | Elementare Schwierigkeiten    | Only One Can Remain      | Michael Helmuth Hansen | Dan Hageman & Kevin Hageman | 2. März 2015  | 13. Feb. 2015  |
| 37         | 3         | Kenne deine Feinde            | Versus                   | Jens Moller            | Dan Hageman & Kevin Hageman | 9. März 2015  | 13. Feb. 2015  |
| 38         | 4         | Ninja auf Rollen              | Ninja Roll               | Peter Hausner          | Dan Hageman & Kevin Hageman | 16. März 2015 | 13. Feb. 2015  |
| 39         | 5         | Der Spion                     | Spy For a Spy            | Trylle Vilstrup        | Dan Hageman & Kevin Hageman | 23. März 2015 | 22. März 2015  |
| 40         | 6         | Die Geschichte der Anacondrai | Spellbound               | Michael Helmuth Hansen | Dan Hageman & Kevin Hageman | 30. März 2015 | 29. März 2015  |
| 41         | 7         | Das letzte Element            | The Forgotten Element    | Jens Moller            | Dan Hageman & Kevin Hageman | 31. März 2015 | 12. Apr. 2015  |
| 42         | 8         | Der Tag des Drachen           | The Day of The Dragon    | Peter Hausner          | Dan Hageman & Kevin Hageman | 1. Apr. 2015  | 19. Apr. 2015  |
| 43         | 9         | Hilfe von Pythor              | The Greatest Fear of All | Per During Risager     | Dan Hageman & Kevin Hageman | 2. Apr. 2015  | 26. Apr. 2015  |
| 44         | 10        | Der Pfad der Ältesten         | The Corridor of Elders   | Trylle Vilstrup        | Dan Hageman & Kevin Hageman | 3. Apr. 2015  | 3. Mai 2015    |

## Staffel 5: Morro (Possession)
| Nr. (ges.) | Nr. (St.) | Deutscher Titel              | Originaltitel              | Regie                  | Drehbuch                    | Premiere USA  | Dt. Premiere D |
| ---------- | --------- | ---------------------------- | -------------------------- | ---------------------- | --------------------------- | ------------- | -------------- |
| 45         | 1         | Stürmischer Wind             | Winds of Change            | Michael Helmuth Hansen | Dan Hageman & Kevin Hageman | 29. Juni 2015 | 5. Juni 2015   |
| 46         | 2         | Geistergeschichte            | Ghost Story                | Jens Moller            | Dan Hageman & Kevin Hageman | 30. Juni 2015 | 5. Juni 2015   |
| 47         | 3         | Die Stadt über dem Wasser    | Stiix and Stones           | Peter Hausner          | Dan Hageman & Kevin Hageman | 1. Juli 2015  | 5. Juni 2015   |
| 48         | 4         | Sensei Yangs Prüfung         | The Temple on Haunted Hill | Trylle Vilstrup        | Dan Hageman & Kevin Hageman | 2. Juli 2015  | 6. Sep. 2015   |
| 49         | 5         | Zyklon-Go                    | Peak-a-Boo                 | Michael Helmuth Hansen | Dan Hageman & Kevin Hageman | 3. Juli 2015  | 6. Sep. 2015   |
| 50         | 6         | Das Schwert der Prophezeiung | Kingdom Come               | Jens Moller            | Dan Hageman & Kevin Hageman | 6. Juli 2015  | 6. Sep. 2015   |
| 51         | 7         | Falsches Spiel               | The Crooked Path           | Peter Hausner          | Dan Hageman & Kevin Hageman | 7. Juli 2015  | 6. Sep. 2015   |
| 52         | 8         | Die drei Prüfungen           | Grave Danger               | Trylle Vilstrup        | Dan Hageman & Kevin Hageman | 8. Juli 2015  | 6. Dez. 2015   |
| 53         | 9         | Der Weltenkristall           | Curse World, Part I        | Michael Helmuth Hansen | Dan Hageman & Kevin Hageman | 9. Juli 2015  | 6. Dez. 2015   |
| 54         | 10        | Die verfluchte Welt          | Curse World, Part II       | Jens Moller            | Dan Hageman & Kevin Hageman | 10. Juli 2015 | 6. Dez. 2015   |

## Staffel 6: Luftpiraten (Skybound)
| Nr. (ges.) | Nr. (St.) | Deutscher Titel                                                             | Originaltitel           | Regie                  | Drehbuch                    | Premiere USA  | Dt. Premiere D |
| ---------- | --------- | --------------------------------------------------------------------------- | ----------------------- | ---------------------- | --------------------------- | ------------- | -------------- |
| 55         | 1         | Der Flaschengeist aus der Teekanne (Alternativ: Der Geist aus der Teekanne) | Infamous                | Peter Hausner          | Dan Hageman & Kevin Hageman | 9. Juni 2016  | 24. Apr. 2016  |
| 56         | 2         | Ronan auf Ninja-Suche                                                       | Public Enemy Number One | Peter Hausner          | Dan Hageman & Kevin Hageman | 16. Juni 2016 | 24. Apr. 2016  |
| 57         | 3         | Das Vermächtnis des Dschinns                                                | Enkrypted               | Jens Moller            | Dan Hageman & Kevin Hageman | 23. Juni 2016 | 24. Apr. 2016  |
| 58         | 4         | Das Luftschiff des Unglücks                                                 | Misfortune Rising       | Peter Hausner          | Dan Hageman & Kevin Hageman | 30. Juni 2016 | 1. Mai 2016    |
| 59         | 5         | Das Gift der schwarzen Witwe                                                | On a Wish and a Prayer  | Michael Helmuth Hansen | Dan Hageman & Kevin Hageman | 11. Juli 2016 | 1. Mai 2016    |
| 60         | 6         | Nadakhans wahrer Plan                                                       | My Dinner with Nadakhan | Jens Moller            | Dan Hageman & Kevin Hageman | 12. Juli 2016 | 1. Mai 2016    |
| 61         | 7         | Wunschverschwendung                                                         | Wishmasters             | Peter Hausner          | Dan Hageman & Kevin Hageman | 13. Juli 2016 | 1. Mai 2016    |
| 62         | 8         | Der alte Leuchtturm                                                         | The Last Resort         | Michael Helmuth Hansen | Dan Hageman & Kevin Hageman | 14. Juli 2016 | 8. Mai 2016    |
| 63         | 9         | Das Ninja-Ersatzteam                                                        | Operation Land Ho!      | Jens Moller            | Dan Hageman & Kevin Hageman | 15. Juli 2016 | 8. Mai 2016    |
| 64         | 10        | Der allmächtige Nadakhan                                                    | The Way Back            | Peter Hausner          | Dan Hageman & Kevin Hageman | 15. Juli 2016 | 8. Mai 2016    |

## Special: Tag der Erinnerungen (Day of the Departed)
Von diesem Special existiert eine alternative Version auf Chinesisch. Diese hat einen anderen Anfang, kleine Änderungen und wurde von einem anderen Animationsstudio produziert.

| Nr. (ges.) | Nr. (St.) | Deutscher Titel      | Originaltitel       | Regie         | Drehbuch     | Premiere USA  | Dt. Premiere D |
| ---------- | --------- | -------------------- | ------------------- | ------------- | ------------ | ------------- | -------------- |
| –          | 1         | Tag der Erinnerungen | Day of the Departed | Peter Hausner | David Shayne | 29. Okt. 2016 | 31. Okt. 2016  |

## Staffel 7: Meister der Zeit (The Hands of Time)
| Nr. (ges.) | Nr. (St.) | Deutscher Titel                                                               | Originaltitel                            | Regie                  | Drehbuch     | Premiere USA | Dt. Premiere D |
| ---------- | --------- | ----------------------------------------------------------------------------- | ---------------------------------------- | ---------------------- | ------------ | ------------ | -------------- |
| 65         | 1         | Meister der Zeit                                                              | The Hands of Time                        | Michael Helmuth Hansen | David Shayne | 15. Mai 2017 | 18. Apr. 2017  |
| 66         | 2         | Das große Schlüpfen                                                           | The Hatching                             | Trylle Vilstrup        | David Shayne | 16. Mai 2017 | 18. Apr. 2017  |
| 67         | 3         | Geschwister                                                                   | A Time of Traitors                       | Peter Hausner          | John Behnke  | 17. Mai 2017 | 19. Apr. 2017  |
| 68         | 4         | Metalldiebe                                                                   | Scavengers                               | Michael Helmuth Hansen | Jack Thomas  | 18. Mai 2017 | 20. Apr. 2017  |
| 69         | 5         | Die zweite Zeitklinge (Alternativ: Eine Linie im Sand)                        | A Line in the Sand                       | Trylle Vilstrup        | Adam Beechen | 19. Mai 2017 | 21. Apr. 2017  |
| 70         | 6         | Im Siegesrausch                                                               | The Attack                               | Peter Hausner          | Ryan Levin   | 22. Mai 2017 | 24. Apr. 2017  |
| 71         | 7         | Jede Menge Geheimnisse                                                        | Secrets Discovered                       | Michael Helmuth Hansen | Jack Thomas  | 23. Mai 2017 | 25. Apr. 2017  |
| 72         | 8         | Familientreffen (Alternativ: Pause und Effekt)                                | Pause and Effect                         | Trylle Vilstrup        | John Behnke  | 24. Mai 2017 | 26. Apr. 2017  |
| 73         | 9         | Zwei wie Feuer und Wasser (Alternativ: Aus dem Feuer, in das kochende Wasser) | Out of the Fire and Into the Boiling Sea | Peter Hausner          | David Shayne | 25. Mai 2017 | 27. Apr. 2017  |
| 74         | 10        | Reise in die Vergangenheit (Alternativ: Verloren in der Zeit)                 | Lost in Time                             | Michael Helmuth Hansen | David Shayne | 26. Mai 2017 | 28. Apr. 2017  |

## Staffel 8: Garmadons Motorrad-Gang (Sons of Garmadon)
| Nr. (ges.) | Nr. (St.) | Deutscher Titel                                 | Originaltitel               | Regie                  | Drehbuch                                  | Premiere AUS  | Dt. Premiere D |
| ---------- | --------- | ----------------------------------------------- | --------------------------- | ---------------------- | ----------------------------------------- | ------------- | -------------- |
| 75         | 1         | Die Maske der Täuschung                         | The Mask of Deception       | Peter Hausner          | Dan Hageman & Kevin Hageman & Bragi Schut | 20. Jan. 2018 | 19. März 2018  |
| 76         | 2         | Prinzessin Harumi                               | The Jade Princess           | Jens Moller            | Dan Hageman & Kevin Hageman & Bragi Schut | 27. Jan. 2018 | 20. März 2018  |
| 77         | 3         | Die Oni und die Drachen                         | The Oni and the Dragon      | Trylle Vilstrup        | Dan Hageman & Kevin Hageman & Bragi Schut | 3. Feb. 2018  | 21. März 2018  |
| 78         | 4         | Jake Schlangenschleim (Alternativ: Jake Jaguar) | Snake Jaguar                | Michael Helmuth Hansen | Dan Hageman & Kevin Hageman               | 10. Feb. 2018 | 22. März 2018  |
| 79         | 5         | Die Ruhe vor dem Sturm                          | Dead Man’s Squall           | Frederik Budolph       | Bragi Schut                               | 17. Feb. 2018 | 23. März 2018  |
| 80         | 6         | Im Auge des Urwalds                             | The Quiet One               | Jens Moller            | Bragi Schut                               | 24. Feb. 2018 | 1. Mai 2018    |
| 81         | 7         | Die dritte Maske                                | Game of Masks               | Trylle Vilstrup        | Dan Hageman & Kevin Hageman               | 3. März 2018  | 1. Mai 2018    |
| 82         | 8         | Die Zeremonie                                   | Dread on Arrival            | Michael Helmuth Hansen | Dan Hageman & Kevin Hageman & Bragi Schut | 10. März 2018 | 1. Mai 2018    |
| 83         | 9         | Die wahre Macht                                 | True Potential              | Jens Moller            | Dan Hageman & Kevin Hageman & Bragi Schut | 17. März 2018 | 1. Mai 2018    |
| 84         | 10        | Kleines Ninjago, großer Ärger                   | Big Trouble, Little Ninjago | Trylle Vilstrup        | Dan Hageman & Kevin Hageman               | 24. März 2018 | 1. Mai 2018    |

Die englischsprachige Erstausstrahlung fand nicht wie bisher in den Vereinigten Staaten, sondern in Australien statt.
Ab dem 23. Februar 2018 wurde wöchentlich (freitags) eine neue Episode auf kividoo vor der Ausstrahlung auf Super RTL verfügbar gestellt.

## Staffel 9: Im Land der Drachen(Hunted)
| Nr. (ges.) | Nr. (St.) | Deutscher Titel            | Originaltitel         | Regie                                  | Drehbuch                    | Premiere AUS/USA | Dt. Premiere D |
| ---------- | --------- | -------------------------- | --------------------- | -------------------------------------- | --------------------------- | ---------------- | -------------- |
| 85         | 1         | Gib niemals auf            | Firstbourne           | Peter Hausner                          | Dan Hageman & Kevin Hageman | 30. Juni 2018    | 10. Okt. 2018  |
| 86         | 2         | Bei den Drachenjägern      | Iron & Stone          | Michael Helmuth Hansen                 | Bragi Schut                 | 7. Juli 2018     | 11. Okt. 2018  |
| 87         | 3         | Drachen anlocken           | Radio Free Ninjago    | Jens Moller                            | Dan Hageman & Kevin Hageman | 14. Juli 2018    | 12. Okt. 2018  |
| 88         | 4         | Wie man einen Drachen baut | How to Build a Dragon | Trylle Vilstrup                        | Bragi Schut                 | 21. Juli 2018    | 13. Okt. 2018  |
| 89         | 5         | Vertrauen                  | The Gilded Path       | Michael Helmuth Hansen                 | Bragi Schut                 | 28. Juli 2018    | 14. Okt. 2018  |
| 90         | 6         | Das Oni-Land               | Two Lies, One Truth   | Jens Moller                            | Dan Hageman & Kevin Hageman | 4. Aug. 2018     | 15. Okt. 2018  |
| 91         | 7         | Die doppelte Harumi        | The Weakest Link      | Trylle Vilstrup                        | Dan Hageman & Kevin Hageman | 11. Aug. 2018    | 16. Okt. 2018  |
| 92         | 8         | Die Lügen des Eisenbarons  | Saving Faith          | Michael Helmuth Hansen & Peter Egeberg | Dan Hageman & Kevin Hageman | 18. Aug. 2018    | 17. Okt. 2018  |
| 93         | 9         | Das Drachennest            | Lessons for a Master  | Jens Moller                            | Bragi Schut                 | 25. Aug. 2018    | 18. Okt. 2018  |
| 94         | 10        | Lloyds Kraft               | Green Destiny         | Peter Hausner                          | Dan Hageman & Kevin Hageman | 25. Aug. 2018    | 19. Okt. 2018  |

Die englischsprachige Erstausstrahlung fand bis zur 8. Episode wie bei Staffel 8 in Australien statt. Die neunte Episode wird in Australien und in den USA am selben Tag ausgestrahlt werden, wobei die finale Episode in den USA direkt danach ausgestrahlt wird, in Australien aber erst eine Woche später.
Seit dem 17. August 2018 wird wöchentlich (freitags) eine neue Episode auf kividoo verfügbar gestellt. Die Fernsehausstrahlung bei Super RTL begann am 10. Oktober 2018 und endete am 19. Oktober 2018.

## Staffel 10: Rückkehr der Oni(March of the Oni)
| Nr. (ges.) | Nr. (St.) | Deutscher Titel           | Originaltitel      | Regie            | Drehbuch    | Premiere USA  | Dt. Premiere D |
| ---------- | --------- | ------------------------- | ------------------ | ---------------- | ----------- | ------------- | -------------- |
| 95         | 1         | Eine dunkle Gefahr        | The Darkness Comes | Per Risager      | Bragi Schut | 19. Apr. 2019 | 15. Apr. 2019  |
| 96         | 2         | Zusammenarbeit            | Into the Breach    | Peter Hausner    | Bragi Schut | 19. Apr. 2019 | 16. Apr. 2019  |
| 97         | 3         | Der Sturz                 | The Fall           | Frederik Budolph | Bragi Schut | 19. Apr. 2019 | 17. Apr. 2019  |
| 98         | 4         | Der Tornado der Schöpfung | Endings            | Peter Hausner    | Bragi Schut | 19. Apr. 2019 | 18. Apr. 2019  |

Die US-Erstausstrahlung fand am 19. April 2019 statt, wurde aber bereits zuvor im Ausland und On-Demand bei Cartoon Network veröffentlicht.
Am 10. April 2019 wurde die komplette Staffel auf kividoo verfügbar gestellt. Die Fernseherstausstrahlung bei Super RTL begann am 15. April 2019 und endete am 18. April 2019.
Laut Miterfinder Tommy Andreasen ist mit dieser Staffel die 100-Episoden-Marke erreicht worden (Pilotfolgen mitgezählt).

## Staffel 11: Verbotenes Spinjitzu(Secrets of the Forbidden Spinjitzu)
| Nr. (ges.) | Nr. (St.) | Deutscher Titel                                                      | Originaltitel                      | Regie           | Drehbuch                        | Premiere USA  | Dt. Premiere D |
| ---------- | --------- | -------------------------------------------------------------------- | ---------------------------------- | --------------- | ------------------------------- | ------------- | -------------- |
| 99         | 1         | Faule Ninja (Alternativ: Verschwendetes Potenzial)                   | Wasted True Potential              | Wade Cross      | Bragi Schut                     | 22. Juni 2019 | 28. Juli 2019  |
| 100        | 2         | Nichts los in Ninjago (Alternativ: Das Suchen nach Abenteuern)       | Questing for Quests                | Daniel Ife      | Bragi Schut                     | 22. Juni 2019 | 28. Juli 2019  |
| 101        | 3         | Ein sandiger Start (Alternativ: Aller Anfang ist schwer)             | A Rocky Start                      | Shane Poettcker | Bragi Schut                     | 29. Juni 2019 | 4. Aug. 2019   |
| 102        | 4         | Gestrandet in der Wüste (Alternativ: Der Auftritt des Käfers)        | The Belly of the Beast             | Wade Cross      | Bragi Schut                     | 29. Juni 2019 | 4. Aug. 2019   |
| 103        | 5         | Rätsel in der Pyramide (Alternativ: Fallen und wie man sie überlebt) | Boobytraps and How to Survive Them | Daniel Ife      | Bragi Schut                     | 6. Juli 2019  | 11. Aug. 2019  |
| 104        | 6         | Der mutige Zeitungsjunge (Alternativ: Die Nachrichten ruhen nie!)    | The News Never Sleeps              | Shane Poettcker | Bragi Schut                     | 6. Juli 2019  | 11. Aug. 2019  |
| 105        | 7         | Ninja gegen Lava                                                     | Ninja vs Lava                      | Wade Cross      | Kevin Burke & Chris „Doc“ Wyatt | 13. Juli 2019 | 18. Aug. 2019  |
| 106        | 8         | Schlangastrophe                                                      | Snaketastrophy                     | Daniel Ife      | Kevin Burke & Chris „Doc“ Wyatt | 13. Juli 2019 | 18. Aug. 2019  |
| 107        | 9         | Die verbotene Schriftrolle                                           | Powerless                          | Shane Poettcker | Kevin Burke & Chris „Doc“ Wyatt | 20. Juli 2019 | 25. Aug. 2019  |
| 108        | 10        | Schlangen-Geschichte                                                 | Ancient History                    | Wade Cross      | Bragi Schut                     | 20. Juli 2019 | 25. Aug. 2019  |
| 109        | 11        | Gebrochene Versprechen                                               | Never Trust a Human                | Daniel Ife      | Bragi Schut                     | 27. Juli 2019 | 1. Sep. 2019   |
| 110        | 12        | Schlangen im Kloster                                                 | Under Siege                        | Shane Poettcker | Kevin Burke & Chris „Doc“ Wyatt | 27. Juli 2019 | 1. Sep. 2019   |
| 111        | 13        | Der Club der Entdecker                                               | The Explorer’s Club                | Wade Cross      | Kevin Burke & Chris „Doc“ Wyatt | 3. Aug. 2019  | 20. Okt. 2019  |
| 112        | 14        | Aspheeras Rache                                                      | Vengeance Is Mine!                 | Daniel Ife      | Bragi Schut                     | 3. Aug. 2019  | 20. Okt. 2019  |
| 113        | 15        | Meister Wus Entscheidung                                             | A Cold Goodbye                     | Shane Poettcker | Bragi Schut                     | 10. Aug. 2019 | 27. Okt. 2019  |
| 114        | 16        | Das Niemandsland                                                     | The Never Realm                    | Wade Cross      | Bragi Schut                     | 14. Dez. 2019 | 27. Okt. 2019  |
| 115        | 17        | Der Feuer-Macher                                                     | Fire Maker                         | Daniel Ife      | Bragi Schut                     | 14. Dez. 2019 | 3. Nov. 2019   |
| 116        | 18        | Ein geheimnisvoller Freund                                           | An Unlikely Ally                   | Shane Poettcker | Bragi Schut                     | 21. Dez. 2019 | 3. Nov. 2019   |
| 117        | 19        | Der schlimmste Ninja!                                                | The Absolute Worst                 | Wade Cross      | Bragi Schut                     | 21. Dez. 2019 | 10. Nov. 2019  |
| 118        | 20        | Nachricht von Zane                                                   | The Message                        | Daniel Ife      | Bragi Schut                     | 28. Dez. 2019 | 10. Nov. 2019  |
| 119        | 21        | Der Baum der Reisenden                                               | The Traveler’s Tree                | Shane Poettcker | Kevin Burke & Chris „Doc“ Wyatt | 28. Dez. 2019 | 17. Nov. 2019  |
| 120        | 22        | Krag, der sanfte Riese                                               | Krag’s Lament                      | Wade Cross      | Kevin Burke & Chris „Doc“ Wyatt | 4. Jan. 2020  | 17. Nov. 2019  |
| 121        | 23        | Das Geheimnis des Wolfes                                             | Secret of the Wolf                 | Daniel Ife      | Bragi Schut                     | 4. Jan. 2020  | 24. Nov. 2019  |
| 122        | 24        | Akitas Vergangenheit                                                 | The Last of the Formlings          | Daniel Ife      | Kevin Burke & Chris „Doc“ Wyatt | 11. Jan. 2020 | 24. Nov. 2019  |
| 123        | 25        | Mein Feind, mein Freund (Alternativ: Der Feind, mein Freund)         | My Enemy, my Friend                | Wade Cross      | Bragi Schut                     | 11. Jan. 2020 | 1. Dez. 2019   |
| 124        | 26        | Pixal gibt niemals auf!                                              | The Kaiju Protocol                 | Daniel Ife      | Kevin Burke & Chris „Doc“ Wyatt | 18. Jan. 2020 | 1. Dez. 2019   |
| 125        | 27        | Vex und der Eiskaiser                                                | Corruption                         | Shane Poettcker | Bragi Schut                     | 18. Jan. 2020 | 7. Dez. 2019   |
| 126        | 28        | Ein unerwarteter Freund                                              | A Fragile Hope                     | Wade Cross      | Matt „Chato“ Hill               | 25. Jan. 2020 | 7. Dez. 2019   |
| 127        | 29        | Gemeinsam gegen den Eiskaiser                                        | Once and for All                   | Shane Poettcker | Bragi Schut                     | 25. Jan. 2020 | 8. Dez. 2019   |
| 128        | 30        | Zanes Erwachen                                                       | Awakenings                         | Shane Poettcker | Bragi Schut                     | 1. Feb. 2020  | 8. Dez. 2019   |

Die US-Erstausstrahlung begann am 22. Juni 2019, wurde aber bereits zuvor im Ausland und On-Demand bei Cartoon Network veröffentlicht.
Am 28. Juli 2019 begann die deutschsprachige Erstausstrahlung bei Super RTL, jedoch wurde die deutschsprachige Veröffentlichung bereits zuvor auf kividoo sowie toggo.de begonnen.
Diese Staffel ist mit 30 Episoden zwar die längste, jedoch gehen diese nur noch 11 statt 22 Minuten.
Zudem ist diese Staffel aufgeteilt in zwei Kapitel. Die ersten 15 Episoden bilden das Feuer-Kapitel, die letzten 15 das Eis-Kapitel.

## Staffel 12: Abenteuer in neuen Welten(Prime Empire)
| Nr. (ges.) | Nr. (St.) | Deutscher Titel                    | Originaltitel                         | Regie           | Drehbuch                    | Premiere USA  | Dt. Premiere D |
| ---------- | --------- | ---------------------------------- | ------------------------------------- | --------------- | --------------------------- | ------------- | -------------- |
| 129        | 1         | Möchtest du Prime Empire betreten? | Would you like to enter Prime Empire? | Wade Cross      | Alisha Brophy & Scott Miles | 19. Juli 2020 | 28. Sep. 2020  |
| 130        | 2         | Mayers Insel                       | Dyer Island                           | Daniel Ife      | Alisha Brophy & Scott Miles | 19. Juli 2020 | 28. Sep. 2020  |
| 131        | 3         | Level 13                           | Level Thirteen                        | Shane Poettcker | Alisha Brophy & Scott Miles | 19. Juli 2020 | 29. Sep. 2020  |
| 132        | 4         | Jay der Superstar                  | Superstar Rockin’ Jay                 | Wade Cross      | Kevin Burke & Chris Wyatt   | 19. Juli 2020 | 29. Sep. 2020  |
| 133        | 5         | Ich bin Okino                      | I am Okino                            | Daniel Ife      | Kevin Burke & Chris Wyatt   | 26. Juli 2020 | 30. Sep. 2020  |
| 134        | 6         | Im Wald der Verzweiflung           | The Glitch                            | Shane Poettcker | Bragi Schut                 | 26. Juli 2020 | 30. Sep. 2020  |
| 135        | 7         | Die Klippen der Panik              | The Cliffs of Hysteria                | Wade Cross      | Bragi Schut                 | 2. Aug. 2020  | 1. Okt. 2020   |
| 136        | 8         | Im Labyrinth des roten Drachen     | The Maze of the Red Dragon            | Daniel Ife      | Kevin Burke & Chris Wyatt   | 2. Aug. 2020  | 1. Okt. 2020   |
| 137        | 9         | Der Tanzwettbewerb                 | One Step Forward, Two Steps Back      | Shane Poettcker | Alisha Brophy & Scott Miles | 9. Aug. 2020  | 2. Okt. 2020   |
| 138        | 10        | Der 5. Rennwagen                   | Racer Seven                           | Wade Cross      | Bragi Schut                 | 9. Aug. 2020  | 2. Okt. 2020   |
| 139        | 11        | Das Fünf-Milliarden-Wettrennen     | The Speedway Five-Billion             | Daniel Ife      | Bragi Schut                 | 16. Aug. 2020 | 5. Okt. 2020   |
| 140        | 12        | Terra Dronica                      | Stop, Drop and Slide Scroll           | Shane Poettcker | Alisha Brophy & Scott Miles | 16. Aug. 2020 | 5. Okt. 2020   |
| 141        | 13        | Zane spielt Detektiv               | Ninjago Confidential                  | Wade Cross      | Kevin Burke & Chris Wyatt   | 23. Aug. 2020 | 6. Okt. 2020   |
| 142        | 14        | Unagamis Portal                    | The Prodigal Father                   | Daniel Ife      | Kevin Bruke & Chris Wyatt   | 23. Aug. 2020 | 6. Okt. 2020   |
| 143        | 15        | Der Tempel des Irrsins             | The Temple of Madness                 | Shane Poettcker | Alisha Brophy & Scott Miles | 30. Aug. 2020 | 7. Okt. 2020   |
| 144        | 16        | Game Over                          | Game Over                             | Wade Cross      | Bragi Schut                 | 30. Aug. 2020 | 7. Okt. 2020   |

Die US-Erstausstrahlung begann am 28. Juli 2020 und die deutschsprachige Erstausstrahlung fand ab 28. September 2020 auf Super RTL statt.
Die Staffel hat 16 Episoden, welche wie die vorherige Staffel jeweils 11 Minuten lang sind.

## Staffel 13: Abenteuer in neuen Welten(Master of the Mountain)
| Nr. (ges.) | Nr. (St.) | Deutscher Titel                              | Originaltitel          | Regie            | Drehbuch                  | Premiere USA  | Dt. Premiere D |
| ---------- | --------- | -------------------------------------------- | ---------------------- | ---------------- | ------------------------- | ------------- | -------------- |
| 145        | 1         | Shintaro                                     | Shintaro               | Daniel Ife       | Kevin Burke & Chris Wyatt | 13. Sep. 2020 | 8. Okt. 2020   |
| 146        | 2         | In der Finsternis                            | Into the Dark          | Shane Poettcker  | Kevin Burke & Chris Wyatt | 13. Sep. 2020 | 28. Sep. 2020  |
| 147        | 3         | Die schlechteste Rettungsaktion aller Zeiten | The Worst Rescue Ever  | Wade Cross       | Chato Hill                | 20. Sep. 2020 | 9. Okt. 2020   |
| 148        | 4         | Die doppelten Klingen                        | The two blades         | Daniel Ife       | Bragi Schut               | 20. Sep. 2020 | 9. Okt. 2020   |
| 149        | 5         | Königin Murtessa                             | Queen of the Munce     | Shane Poettcker  | Bargi Schut               | 27. Sep. 2020 | 12. Okt. 2020  |
| 150        | 6         | Die Prüfung des Mino                         | Trial by Mino          | Wade Cross       | Kevin Burke & Chris Wyatt | 27. Sep. 2020 | 12. Okt. 2020  |
| 151        | 7         | Der Totenkopf-Zauberer                       | The Scull Sorcerer     | Daniel Ife       | Kevin Burke & Chris Wyatt | 4. Okt. 2020  | 13. Okt. 2020  |
| 152        | 8         | Der tiefe Fall                               | The Real Fall          | Shane Poettecker | Bargi Schut               | 4. Aug. 2020  | 13. Okt. 2020  |
| 153        | 9         | Höhlen-Party!                                | Dungeon Party!         | Wade Cross       | Kevin Burke & Chris Wyatt | 11. Okt. 2020 | 14. Okt. 2020  |
| 154        | 10        | Cole und sein Element                        | Dungeon Crawl!         | Daniel Ife       | Kevin Burke & Chris Wyatt | 11. Okt. 2020 | 14. Okt. 2020  |
| 155        | 11        | Der Gigant-Drache                            | Grief-Bringer          | Shane Poettecker | Bragi Schut               | 18. Okt. 2020 | 15. Okt. 2020  |
| 156        | 12        | Meister geben niemals auf                    | Masters Never Quit     | Wade Cross       | Bragi Schut               | 18. Okt. 2020 | 15. Okt. 2020  |
| 157        | 13        | Die Schutz-Höhle                             | The Darkest Hour       | Daniel Ife       | Kevin Burke & Chris Wyatt | 25. Okt. 2020 | 16. Okt. 2020  |
| 158        | 14        | Der Aufstieg                                 | The Ascent             | Shane Poettecker | Bragi Schut               | 25. Okt. 2020 | 16. Okt. 2020  |
| 159        | 15        | Die Oblies schlagen zurück!                  | The Upply Strike Back! | Wade Cross       | Bragi Schut               | 1. Nov. 2020  | 19. Okt. 2020  |
| 160        | 16        | Der Sohn von Lilly                           | The Son of Lilly       | Daniel Ife       | Bragi Schut               | 1. Nov. 2020  | 19. Okt. 2020  |

Die US-Erstausstrahlung begann am 13. September und die deutschsprachige Erstausstrahlung fand am 8. Oktober 2020 auf Toggo statt.
Die Staffel hat 16 Episoden mit jeweils 11 Minuten langen Episoden.

## Special: Geheimnis der Tiefe(The Island)
| Nr. (ges.) | Nr. (St.) | Deutscher Titel         | Originaltitel             | Regie           | Drehbuch                  | Premiere USA  | Dt. Premiere D |
| ---------- | --------- | ----------------------- | ------------------------- | --------------- | ------------------------- | ------------- | -------------- |
| 161        | 1         | Die geheime Insel       | Uncharted                 | Daniel Ife      | Bragi Schut               | 7. März 2021  | 20. März 2021  |
| 162        | 2         | Die Hüter des Amuletts  | The Keepers of the Amulet | Shane Poettcker | Kevin Burke & Chris Wyatt | 7. März 2021  | 20. März 2021  |
| 163        | 3         | Das Geschenk namens Jay | The Gift of Jay           | Wade Cross      | Bragi Schut               | 14. März 2021 | 20. März 2021  |
| 164        | 4         | Der Zahn der Wojira     | The Tooth of Wojira       | Daniel Ife      | Kevin Burke & Chris Wyatt | 14. März 2021 | 20. März 2021  |

Die US-Erstausstrahlung begann am 3. März und die deutschsprachige Erstausstrahlung fand am 20. März 2021 auf Toggo statt.
Das Special hat wie bereits Staffel 10 nur vier Episoden mit jeweils 11 Minuten langen Episoden.

## Staffel 14: Geheimnis der Tiefe(Seabound)
| Nr. (ges.) | Nr. (St.) | Deutscher Titel               | Originaltitel              | Regie                        | Drehbuch                  | Premiere USA  | Dt. Premiere D |
| ---------- | --------- | ----------------------------- | -------------------------- | ---------------------------- | ------------------------- | ------------- | -------------- |
| 165        | 1         | Ein Wasserproblem             | The Big Splash             | Shane Poettcker              | Bragi Schut               | 4. Apr. 2021  | 1. Okt. 2021   |
| 166        | 2         | Der Ruf der Tiefe             | The Call from the Deep     | Wade Cross                   | Bragi Schut               | 4. Apr. 2021  | 1. Okt. 2021   |
| 167        | 3         | Auf Tauchstation              | Unsinkable                 | Daniel Ife                   | Kevin Burke & Chris Wyatt | 11. Apr. 2021 | 1. Okt. 2021   |
| 168        | 4         | Fünfzehntausend Meter tief    | Five Thousand Fathoms Down | Shane Poettcker              | Bragi Schut               | 11. Apr. 2021 | 1. Okt. 2021   |
| 169        | 5         | Ärger mit Kalmaar             | The Wrath of Kalmaar       | Wade Cross                   | Bragi Schut               | 18. Apr. 2021 | 1. Okt. 2021   |
| 170        | 6         | Lang lebe der König           | Long live the King         | Daniel Ife                   | Kevin Burke & Chris Wyatt | 18. Apr. 2021 | 1. Okt. 2021   |
| 171        | 7         | Befreiung aus Merlopia        | Escape from Merlopia       | Shane Poettcker              | Bragi Schut               | 25. Apr. 2021 | 1. Okt. 2021   |
| 172        | 8         | Die Geschichte von Benthomaar | The Story of Benthomaar    | Wade Cross                   | Kevin Burke & Chris Wyatt | 25. Apr. 2021 | 1. Okt. 2021   |
| 173        | 9         | Das Sturm-Amulett             | The Storm Amulet           | Daniel Ife                   | Bragi Schut               | 27. Apr. 2021 | 1. Okt. 2021   |
| 174        | 10        | Das Rätsel der Sphinx         | Riddle of the Sphinx       | Shane Poettcker              | Kevin Burke & Chris Wyatt | 27. Apr. 2021 | 1. Okt. 2021   |
| 175        | 11        | Die Zeitungsbotin             | Papergirl                  | Wade Cross                   | Bragi Schut               | 28. Apr. 2021 | 1. Okt. 2021   |
| 176        | 12        | Meisterin des Meeres          | Master of the Sea          | Daniel Ife                   | Kevin Burke & Chris Wyatt | 28. Apr. 2021 | 1. Okt. 2021   |
| 177        | 13        | Die Ruhe vor dem Sturm        | The Calm before the Storm  | Shane Poettcker              | Bragi Schut               | 29. Apr. 2021 | 1. Okt. 2021   |
| 178        | 14        | Ninjago unter Wasser          | Attack on Ninjago City     | Wade Cross                   | Kevin Burke & Chris Wyatt | 29. Apr. 2021 | 1. Okt. 2021   |
| 179        | 15        | Nyad                          | Nyad                       | Daniel Ife                   | Bragi Schut               | 30. Apr. 2021 | 1. Okt. 2021   |
| 180        | 16        | Gezeitenwende                 | The Turn of the Tide       | Wade Cross & Shane Poettcker | Bragi Schut               | 30. Apr. 2021 | 1. Okt. 2021   |

Die US-Erstausstrahlung begann am 4. und endete am 30. April 2021. In Deutschland ist die komplette Staffel seit dem 1. Oktober 2021 auf RTL+ abrufbar.
Die Staffel hat 16 jeweils 11 Minuten lange Episoden.

## Staffel 15: Die Rückkehr(Crystalized)
| Nr. (ges.) | Nr. (St.) | Deutscher Titel                  | Originaltitel                   | Regie           | Drehbuch                       | Premiere      | Dt. Premiere D |
| ---------- | --------- | -------------------------------- | ------------------------------- | --------------- | ------------------------------ | ------------- | -------------- |
| 181        | 1         | Abschied vom Meer                | Farewell The Sea                | Wade Cross      | Bragi Schut                    | 20. Mai 2022  | 4. Juli 2022   |
| 182        | 2         | Der Ruf der Heimat               | The Call to Home                | Daniel Ife      | Lauren Bradley                 | 20. Mai 2022  | 4. Juli 2022   |
| 183        | 3         | Nyas Gestalt                     | The Shape of Nya                | Shane Poettcker | Kevin Burke & Chris Wyatt      | 20. Mai 2022  | 5. Juli 2022   |
| 184        | 4         | Ein geheimes Problem             | A Mayor Problem                 | Wade Cross      | Liz Hara                       | 20. Mai 2022  | 5. Juli 2022   |
| 185        | 5         | Die Gesuchten 1, 2, 3, 4 und 5   | Public Enemy 1, 2, 3, 4 and 5   | Daniel Ife      | Lizzi Oyebode                  | 20. Mai 2022  | 6. Juli 2022   |
| 186        | 6         | Ein verhängnisvolles Versprechen | A Painful Promise               | Shane Poettcker | Kevin Burke & Chris Wyatt      | 20. Mai 2022  | 6. Juli 2022   |
| 187        | 7         | Ninja vor Gericht                | Ninjago City vs. Ninja          | Wade Cross      | Bragi Schut                    | 20. Mai 2022  | 7. Juli 2022   |
| 188        | 8         | Frust im Gefängnis               | Kryptarium Prison Blues         | Daniel Ife      | Kevin Burke & Chris Wyatt      | 20. Mai 2022  | 7. Juli 2022   |
| 189        | 9         | Flucht in die Wüste              | HoundDog McBrag                 | Shane Poettcker | Bragi Schut                    | 20. Mai 2022  | 8. Juli 2022   |
| 190        | 10        | Nützliche Gefühle                | The Benefit of Grief            | Wade Cross      | Bragi Schut                    | 20. Mai 2022  | 8. Juli 2022   |
| 191        | 11        | Der fünfte Schurke               | The Fifth Villain               | Daniel Ife      | Liz Hara                       | 20. Mai 2022  | 15. Juli 2022  |
| 192        | 12        | Der Rat des Diamant-Königs       | The Council of the Crystal King | Shane Poettcker | Bragi Schut                    | 20. Mai 2022  | 15. Juli 2022  |
| 193        | 13        | Schatten der Vergangenheit       | A Sinister Shadow               | Wade Cross      | Kevin Burke & Chris Wyatt      | 18. Sep. 2022 | 18. Okt. 2022  |
| 194        | 14        | Die Diamant-Spinnen              | The Spider's Design             | Daniel Ife      | Lauren Bradley                 | 18. Sep. 2022 | 18. Okt. 2022  |
| 195        | 15        | Der Fall des Klosters            | The Fall of the Monastery       | Shane Poettcker | Lauren Bradley & Lizzy Odeboye | 24. Sep. 2022 | 19. Okt. 2022  |
| 196        | 16        | In der Dunkelheit                | Darkness Within                 | Wade Cross      | Lizzy Odeboye                  | 24. Sep. 2022 | 19. Okt. 2022  |
| 197        | 17        | Die Wiederkehr des Königs        | The Coming of the King          | Daniel Ife      | Kevin Burke & Chris Wyatt      | 25. Sep. 2022 | 20. Okt. 2022  |
| 198        | 18        | Rückkehr ins Auge des Urwalds    | Return to Primeval's Eye        | Shane Poettcker | Bragi Schut                    | 25. Sep. 2022 | 20. Okt. 2022  |
| 199        | 19        | Diamanten-Drama                  | Crystastrophe                   | Wade Cross      | Kevin Burke & Chris Wyatt      | 1. Okt. 2022  | 21. Okt. 2022  |
| 200        | 20        | Christofarn                      | Christofern                     | Daniel Ife      | Bragi Schut                    | 1. Okt. 2022  | 21. Okt. 2022  |
| 201        | 21        | Oni-Unterricht                   | A Lesson in Anger               | Shane Poettcker | Kevin Burke & Chris Wyatt      | 1. Okt. 2022  | 24. Okt. 2022  |
| 202        | 22        | Mutig, aber unklug!              | Brave But Foolish               | Wade Cross      | Kevin Burke & Chris Wyatt      | 1. Okt. 2022  | 24. Okt. 2022  |
| 203        | 23        | Gib niemals auf                  | Quittin' Time!                  | Daniel Ife      | Bragi Schut                    | 1. Okt. 2022  | 25. Okt. 2022  |
| 204        | 24        | Die Rückkehr des Eiskaisers      | Return of the Ice Emperor       | Shane Poettcker | Kevin Burke & Chris Wyatt      | 1. Okt. 2022  | 25. Okt. 2022  |
| 205        | 25        | Ein Zufluchtsort                 | Safe Haven                      | Wade Cross      | Kevin Burke & Chris Wyatt      | 1. Okt. 2022  | 26. Okt. 2022  |
| 206        | 26        | Was zusammenpasst                | Compatible                      | Daniel Ife      | Kevin Burke & Chris Wyatt      | 1. Okt. 2022  | 26. Okt. 2022  |
| 207        | 27        | Notruf                           | Distress Calls                  | Shane Poettcker | Bragi Schut                    | 1. Okt. 2022  | 27. Okt. 2022  |
| 208        | 28        | Eine Frage des Vertrauens        | An Issue of Trust               | Wade Cross      | Bragi Schut                    | 1. Okt. 2022  | 27. Okt. 2022  |
| 209        | 29        | Die Drachen-Form                 | Dragon Form                     | Daniel Ife      | Bragi Schut                    | 1. Okt. 2022  | 28. Okt. 2022  |
| 210        | 30        | Wurzeln                          | Roots                           | Shane Poettcker | Bragi Schut                    | 1. Okt. 2022  | 28. Okt. 2022  |

Die US-Erstausstrahlung der letzten Staffel begann am 20. Mai 2022 mit der Veröffentlichung der ersten 12 Episoden. Die übrigen wurden vom 18. September bis zum 1. Oktober 2022 ausgestrahlt. Insgesamt kommt diese Staffel wie die elfte auf insgesamt 30 Episoden mit jeweils 11 Minuten Länge. Die deutsche Erstausstrahlung erfolgte ab dem 4. Juli 2022 auf Super RTL. Die ersten Episoden waren bereits ab dem 24. Juni in der Toggo-Mediathek abrufbar, während die ausstehenden Episoden zwischen dem 18. und 28. Oktober 2022 veröffentlicht wurden. Jene waren ebenfalls am 1. Oktober 2022 vorzeitig in der Toggo-Mediathek abrufbar.